# Барменський планетарій
Барменський планетарій — планетарій, відкритий у 1926 році в німецькому місті Бармені, яке тепер є районом Вупперталя. Коли планетарій був відкритий, він став одним із найбільших і найсучасніших у світі планетаріїв. У 1943 році він був пошкоджений під час авіанальотів на Вупперталь, після війни будівля продовжувала поступово руйнуватись, а в 1955 році її руїни остаточно знесли.

## Історія
21 жовтня 1924 року, після демонстрації нового типу оптичної проєкційної технології компанією Carl Zeiss з Єни, місто Бармен вирішило побудувати планетарій нового типу. Місцем розташування спочатку обрали нижню вхідну зону Barmer Anlagen. Однак після протестів місцевих жителів місце розташування майбутнього планетарію перенесли на територію над Барменською ратушею.
Керівник міського планування Рюкле разом з інспектором з міського планування Келером взяли на себе архітектурне планування, яке передбачало великі відкриті сходи до вестибюлю розміром 11 × 4 метри та прилеглу купольну конструкцію із залізної мережі з пемзобетонною оболонкою діаметром 24,7 метрів і висотою 15 метрів. Троє дверей у вестибюль були обрамлені скульптурами Марса та Венери, зробленими з вапняку, роботи скульптора Пауля Вайнанда. У середині купола встановили 1,7-тонний гантелеподібний проєкційний апарат фірми Carl Zeiss, який міг проєктувати на стіни купола зоряне небо в будь-якій точці світу. Універсальний проєктор під назвою Модель II був вдосконаленою версією пристрою, створеного для планетарію в Німецькому музеї. Завдяки 119 вбудованим у пристрій окремим проєкторам проєкторам можна було відображати 8900 зір, Чумацький Шлях, туманності та зоряні скупчення, а також Сонце, Місяць і п’ять планет. Купол вміщував понад 600 відвідувачів. Будівництво обійшлося в 350 000 рейхсмарок.
18 травня 1926 року о 17:00 мер міста Бармен Пауль Гартманн урочисто відкрив планетарій. На церемонії були присутні 500 гостей. Науковим керівником планетарію став Еріх Гоффманн, який з 1920 року був штатним учителем фізики та математики в Реальній гімназії на Зеданштрасе.
Барменський планетарій залишався найбільшим у своєму роді всього п'ять днів: сусіднє місто Дюссельдорф тоді ж побудувало планетарій на березі Рейну як частину нової споруди для виставки GeSoLei, ймовірно, надихаючись прикладом Бармена. Дюссельдорфський планетарій був ще більшим, і його навіть можна було використовувати як бальний зал.

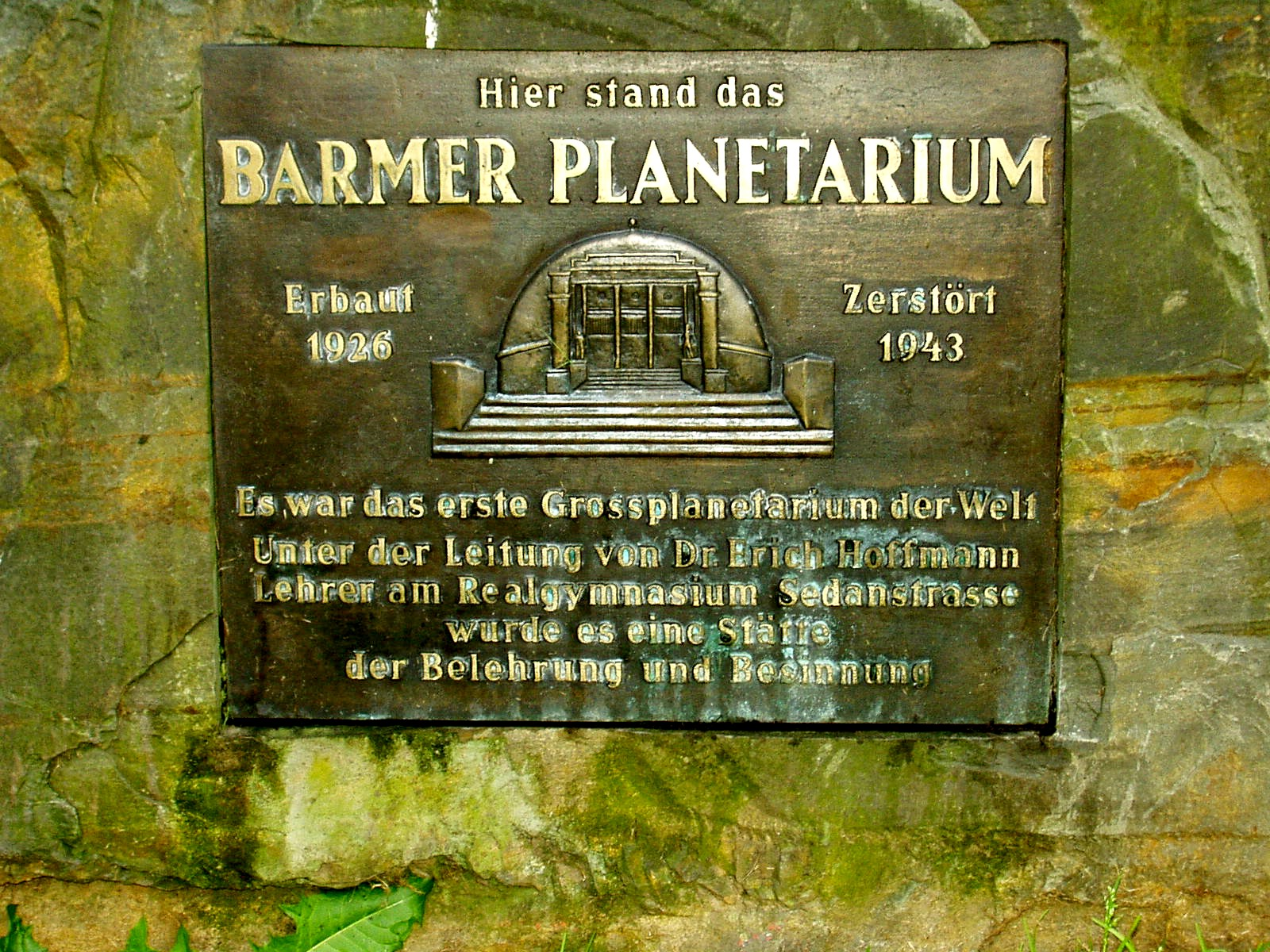
Меморіальна дошка Барменського планетарію

Барменський планетарій у перші роки свого існування був головною візитівкою міста. У наступні роки інтерес до нього різко впав, що могло бути пов’язано з конкуренцією з боку Дюссельдорфського планетарію та наслідками Великої депресії. У 1931 році регулярні лекції в планетарії припинили. З 20000 відвідувачів планетарію за 1935 рік лише 650 відвідували публічні демонстрації, решта були шкільними класами та іншими закритими групами. Планетарій не виконав вимогу націонал-соціалістів адаптувати свою програму до їхньої пропаганди, що, ймовірно, і спричинило відсутність фінансування планетарію.
30 травня 1943 року стався сильний авіаналіт на Вупперталь. Планетарій був лише незначно пошкоджений, отримавши тріщину в куполі. Але його вчасно не відремонтували, тому вода проникла всередину і пошкодила конструкцію. Грабіжники викрали проєкційну апаратуру та інше технічне обладнання, а дві скульптури стали жертвами вандалізму. Після Другої світової війни будівля поступово руйнувалась, поки від куполу не залишився лише залізний каркас. Остаточно будівлю знесли в 1955 році. 1997 року на згадку про будівлю планетарію встановили меморіальну дошку.